# Clodius Albinus

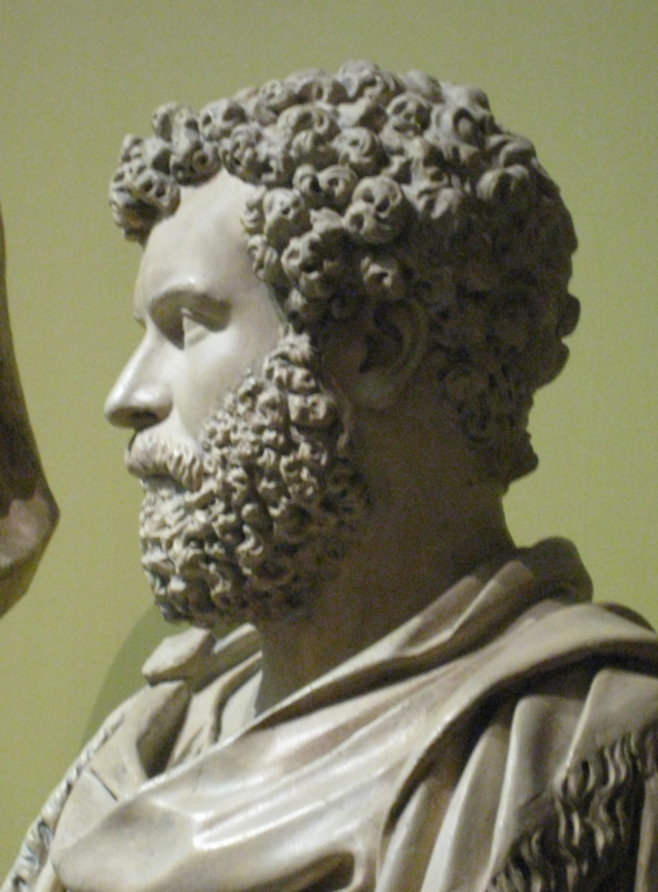
Clodius Albinus

Clodius Albinus (latină Decimus Clodius Septimius Albinus Augustus; n. cca. 150 – d. 19 februarie 197) a fost un uzurpator roman în timpul Anului celor cinci împărați. A fost proclamat împărat de legiunile din Britania și Hispania după omorârea lui Pertinax în 193.